# Domenico Ceccarossi

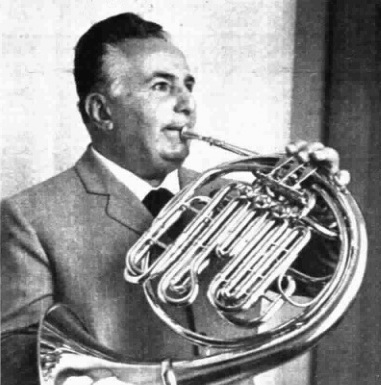

Domenico Ceccarossi (* 19. November 1910 in Orsogna; † 24. Januar 1997 in Ciampino) war ein italienischer Hornist.
Ceccarossi erhielt seinen ersten musikalischen Unterricht am Horn in der Musikkapelle seiner Heimatstadt „La banda di Orsogna“, danach bildete er sich autodidaktisch weiter. 1931 erhielt er eine Anstellung im Radio-Sinfonieorchester in Mailand danach in Turin. Weitere Stationen seiner Karriere waren das Orchester der Academia di St. Cecilia und das italienische Radio-TV Orchester, in denen er jeweils die Position des Solohornisten innehatte. Ab 1951 hatte er einen Lehrauftrag an den Konservatorien in Rom und Pesaro. Daneben gab er regelmäßig Konzerte.

## Werke
- Le possibilita' coloristiche del corno, Ortipe, Roma 1949
- École Complète du Cor (4 volumes), Alphonse Leduc, Paris 1951
- G. Rossini, Prélude Thème et Variations pour cor (revisione di Domenico Ceccarossi), Leo. S. Olschki, Firenze 1954
- Dix Caprices pour cor, Alphonse Leduc, Paris 1955
- Il Corno attraverso il suo sviluppo tecnico e coloristico, Ricordi, Milano 1957
- L. Cherubini, 2 Sonate in fa maggiore per corno e orchestra d’archi (riduzione per corno e pianoforte e revisione di Domenico Ceccarossi), Curci, Milano 1966
- Invito al Corno (1° Volume), Bèrben, Ancona 1978
- Invito al Corno (2° Volume), Bèrben, Ancona 1984
- Invito al Corno (3° Volume), Bèrben, Ancona 1987
- Guida critica ed estetica delle opere concertistiche per corno di W.A. Mozart, ERI, Nuova Rivista Musicale, Roma, n. 4, 1986
- 10 Preludi per solo corno
- Trio per 3 corni in fa maggiore – F.S. Mercadante, Concerto in re minore per corno e orchestra d’archi (riduzione per corno e pianoforte e revisione di Domenico Ceccarossi), De Gemini (Pentaphon), Roma 1993
- I concerti per corno di Mozart, Rocco Carabba Editore, Lanciano 1995